# Ahmed Adly
Ahmed Adly (* 19. února 1987, Káhira, Egypt) je egyptský šachový velmistr. V roce 2005 zvítězil na africkém mistrovství, dva roky poté dokázal vyhrát i mistrovství světa juniorů. V letech 2007 a 2009 triumfoval i na egyptském mistrovství.
Mezi jeho největší úspěchy dále patří dělené 1.-5. místo na Reykjavík Open (2006) a dělené 1.-3. místo na turnaji v Hamburku (2008).